# 大浪淀水库
大浪淀水库位于中国河北省沧州市南20千米、南运河东13千米处，地处沧县、南皮、孟村三县交界处，为河北省第一座平原水库。大浪淀水库由黄河人工引水，是沧州市的主要水源。
水库系由大浪淀西淀部分改造而成。